# Dwulitrowy Rajdowy Puchar Świata 1995
Dwulitrowy Rajdowy Puchar Świata 1995 – trzeci sezon z cyklu Dwulitrowy Rajdowy Puchar Świata dla samochodów dwulitrowych i mniejszych, odbywający się równolegle z Rajdowymi Mistrzostwami Świata w roku 1995 pod patronatem FIA. 

## Kalendarz[1]
| Runda | Data              | Nazwa rajdu         | Zwycięzca         | Wyniki                  |
| ----- | ----------------- | ------------------- | ----------------- | ----------------------- |
| 1     | 22–26 stycznia    | Rajd Monte Carlo    | Jean Ragnotti     | 63. Rajd Monte Carlo    |
| 2     | 10–12 lutego      | Rajd Szwecji        | Per Svan          | 44. Rajd Szwecji        |
| 3     | 8–10 marca        | Rajd Portugalii     | Piergiorgio Deila | 29. Rajd Portugalii     |
| 4     | 14–17 kwietnia    | Rajd Safari         | Azar Anwar        | 43. Rajd Safari         |
| 5     | 3–5 maja          | Rajd Francji        | Jean Ragnotti     | 39. Rajd Francji        |
| 6     | 27–31 maja        | Rajd Akropolu       | Erwin Weber       | 42. Rajd Akropolu       |
| 7     | 7–9 lipca         | Rajd Argentyny      | Pavel Sibera      | 15. Rajd Argentyny      |
| 8     | 27–30 lipca       | Rajd Nowej Zelandii | David Black       | 26. Rajd Nowej Zelandii |
| 9     | 25–27 sierpnia    | Rajd Finlandii      | Jarmo Kytölehto   | 45. Rajd Finlandii      |
| 10    | 8–12 października | Rajd San Remo       | Freddy Loix       | 37. Rajd San Remo       |

## Klasyfikacja końcowa producentów[2]
| Msc. | Producent         | Punkty |
| ---- | ----------------- | ------ |
| 1    | Peugeot           | 257    |
| 2    | Renault           | 227    |
| 3    | Skoda             | 174    |
| 4    | Suzuki            | 75     |
| 5    | Toyota            | 63     |
| 6    | Renault Argentyna | 45     |
| 7    | Daewoo            | 35     |
| 7    | Honda             | 35     |